# Liste der Mitglieder des Ersten Vereinigten Landtages der Provinz Westfalen
Diese Liste nennt die Mitglieder des Ersten Vereinigten Landtages aus der Provinz Westfalen 1847.

## Hintergrund
Formal war der Vereinigte Landtag ein gemeinsames Zusammenkommen der Provinziallandtage Preußens. Entsprechend setzte sich die Gruppe der Abgeordneten aus der Provinz Westfalen so zusammen, wie der Provinziallandtag der Provinz Westfalen. 

## Liste der Abgeordneten
| Kurie                        | Wahlbezirk                            | Abgeordneter                                                 | Anmerkung                                                 |
| Stand der Herren und Fürsten | Herzog von Arenberg                   | Prosper Ludwig von Arenberg                                  |                                                           |
| Stand der Herren und Fürsten | Fürst von Salm-Salm                   | Alfred Konstantin zu Salm-Salm                               |                                                           |
| Stand der Herren und Fürsten | Fürst von Sayn-Wittgenstein-Berleburg | Heinrich Friedrich von Itzenplitz                            | Als Vertreter von Albrecht zu Sayn-Wittgenstein-Berleburg |
| Stand der Herren und Fürsten | Sayn-Wittgenstein-Wittgenstein        | Fürst Alexander zu Sayn-Wittgenstein-Hohenstein              | Wittgenstein                                              |
| Stand der Herren und Fürsten | Bentheim-Tecklenburg                  | Fürst Moritz Kasimir von Bentheim-Rheda                      | Hohenlimburg                                              |
| Stand der Herren und Fürsten | Bentheim-Steinfurt                    | Fürst Alexius zu Bentheim und Steinfurt                      | Burg Steinfurt                                            |
| Stand der Herren und Fürsten | Salm-Horstmar                         | Fürst Wilhelm Friedrich zu Salm-HorstmarFürst                | Coesfeld                                                  |
| Stand der Herren und Fürsten | Fürst zu Rheina-Wolbeck               | Baurat von Quast                                             |                                                           |
| Stand der Herren und Fürsten | Herzog von Croy                       | Alfred von Croÿ                                              | Dülmen                                                    |
| Stand der Herren und Fürsten | von und zum Stein                     | Graf Ludwig von Kielmannsegge                                |                                                           |
| Stand der Herren und Fürsten | Graf von Westfalen                    | Graf Clemens August von Westphalen zu Fürstenberg            |                                                           |
| Stand der Herren und Fürsten | Herrschaft Gemen                      | Graf Ignaz von Landsberg-Velen und Gemen                     |                                                           |
| Ritterschaft                 |                                       | Graf Diederich von der Bocholtz-Assenburg                    | Heinhäuserhof                                             |
| Ritterschaft                 |                                       | von Harthausen                                               | Vertreter von Bocholz-Assenburg                           |
| Ritterschaft                 |                                       | Graf Dietrich von Bocholtz-Alme                              | Alme                                                      |
| Ritterschaft                 |                                       | Florens von Bockum-Dolffs                                    | Landrat, Soest                                            |
| Ritterschaft                 |                                       | Freiherr Karl von Bodelschwingh                              | Regierungsvizepräsident, Münster                          |
| Ritterschaft                 |                                       | Georg von Borries                                            | Landrat, Herford                                          |
| Ritterschaft                 |                                       | Graf Clemens von Corff, gen. von Schmising                   | Tatenhausen                                               |
| Ritterschaft                 |                                       | Johann Matthias von Galen                                    | Erbkämmerer, Assen                                        |
| Ritterschaft                 |                                       | Heinrich Wilhelm von Holtzbrinck                             | Landrat, Odenthal                                         |
| Ritterschaft                 |                                       | Freiherr Engelbert von Landsberg-Velen und Steinfurt         | Drensteinfurth                                            |
| Ritterschaft                 |                                       | Freiherr Felix von Lilien                                    | Landrat, Echthausen                                       |
| Ritterschaft                 |                                       | Freiherr Clemens von Lilien-Borg                             | Werl                                                      |
| Ritterschaft                 |                                       | Graf Joseph Bruno von Mengersen                              | Rheder                                                    |
| Ritterschaft                 |                                       | Graf Ferdinand von Merveldt                                  | Kammerherr, Erbmarschall, Lembeck                         |
| Ritterschaft                 |                                       | Graf Karl von Merveldt                                       | Landrat, Beckum                                           |
| Ritterschaft                 |                                       | Klemens von Romberg                                          | Buldern                                                   |
| Ritterschaft                 |                                       | Freiherr Friedrich von Schorlemer                            | Königlich sächsischer Kammerherr, Heringhausen            |
| Ritterschaft                 |                                       | Freiherr Clemens Carl von Twickel                            | Erbschenk, Lüttinghoff                                    |
| Ritterschaft                 |                                       | Freiherr Friedrich von Vely-Jungkenn                         | Königlich bayerischer Kammerherr, Hüffe                   |
| Ritterschaft                 |                                       | Freiherr Georg von Vincke                                    | Landrat, Hagen                                            |
| Ritterschaft                 |                                       | Freiherr Klemens von Wolff-Metternich                        | Regierungsvizepräsident, Potsdam                          |
| Städte                       |                                       | Rudolf Barre                                                 | Kaufmann, Lübecke                                         |
| Städte                       |                                       | Ferdinand Hendrick Theodor Böltink                           |                                                           |
| Städte                       |                                       | Gustav Brassert                                              | Geheimer Bergrat und Magistratsmitglied, Dortmund         |
| Städte                       |                                       | Rudolf Delius                                                | Kaufmann, Bielefeld                                       |
| Städte                       |                                       | J. D. Epping                                                 | Kaufmann, Lippstadt                                       |
| Städte                       |                                       | Melchior Essewich                                            | Ratsherr, Dülmen                                          |
| Städte                       |                                       | F. W. Gries                                                  | Kaufmann, Neuenrade                                       |
| Städte                       |                                       | Heinrich Jacob Holzklau                                      | Lederfabrikant und Ratsherr, Siegen                       |
| Städte                       |                                       | Johann Heinrich Illgens                                      | Kaufmann, Beckum                                          |
| Städte                       |                                       | Bernardinus Krauthausen                                      | Apotheker, Coesfeld                                       |
| Städte                       |                                       | Carl Larenz                                                  | Ackerbürger und Ratsherr, Beverungen                      |
| Städte                       |                                       | Johann Heinrich von Olfers                                   | Bankier und Stadtrat                                      |
| Städte                       |                                       | Heinrich Oppermann (Gastwirt)                                | Gastwirt, Höxter                                          |
| Städte                       |                                       | Theodor Plange                                               | Justizkommissar und Notar, Attendorn                      |
| Städte                       |                                       | Philipp Heinrich Pölmahn                                     | Amtmann, Vlotho                                           |
| Städte                       |                                       | Johann Ernst Leopold von Pogrell                             | Kaufmann und Ratsherr, Minden                             |
| Städte                       |                                       | Ludwig Theodor Schmöle                                       | Kaufmann, Iserlohn                                        |
| Städte                       |                                       | Theodor Sternenberg                                          | Bürgermeister, Schwelm                                    |
| Städte                       |                                       | Welter                                                       | Oberlandesgerichtsrat, Münster                            |
| Städte                       |                                       | Johann Dietrich Hermann Wortmann                             | Oberlandesgerichtssekretär, Hamm                          |
| Landgemeinden                |                                       | Anton Bergenthal                                             | Land- und Gastwirt, Hilchenbach                           |
| Landgemeinden                |                                       | Wilhelm Berger                                               | Gutsbesitzer, Bommern                                     |
| Landgemeinden                |                                       | Franz Anton Bracht                                           | Landwirt, vormaliger Regierungsrat, Dillenburg            |
| Landgemeinden                |                                       | Peter Brünninghaus                                           | Gutsbesitzer und Fabrikant, Brünninghauses                |
| Landgemeinden                |                                       | Johann Georg Büning                                          | Landwirt, Besecke                                         |
| Landgemeinden                |                                       | August Deimel                                                | Ökonom und Hammerbesitzer, Warstein                       |
| Landgemeinden                |                                       | Franz-Joseph Derenthal                                       | Landwirt und Gemeindevorsteher, Körbecke                  |
| Landgemeinden                |                                       | Johann Friedrich Hustedt                                     | Ackersmann, Haltern                                       |
| Landgemeinden                |                                       | Arnold Henrich Kamp                                          | Landwirt, Colon und Gemeindevorsteher, Oesterwerde        |
| Landgemeinden                |                                       | Johann Hermann Krämer                                        | Landwirt, Hilchenbach                                     |
| Landgemeinden                |                                       | Benedikt Linnenbrink                                         | Landwirt, Beckum                                          |
| Landgemeinden                |                                       | Ludwig Conrad Meyer                                          | Ackersmann und Ortsvorsteher, Südhemmern                  |
| Landgemeinden                |                                       | Karl Friedrich Meyer                                         | Ackerwirt, Colon, Spradow                                 |
| Landgemeinden                |                                       | Heinrich Schmidt                                             | Landwirt, Sodingen                                        |
| Landgemeinden                |                                       | Caspar Schulte-Hobbeling                                     | Landwirt, Ascheberg                                       |
| Landgemeinden                |                                       | Franz Schulte-Höping                                         | Landwirt, Darfeld                                         |
| Landgemeinden                |                                       | Schulze                                                      | Gemeindevorsteher Elsen                                   |
| Landgemeinden                |                                       | Caspar Heinrich Theodor Schulze Neuhof, gen. Schulze-Dellwig | Amtmann und Gutsbesitzer, Dellwig                         |
| Landgemeinden                |                                       | Johann Rudolf Wulff                                          | Landwirt, Lotte                                           |
| Landgemeinden                |                                       | Heinrich Anton Maria von Zurmühlen                           | Amtmann, Hohenholte                                       |